# ウルトラ怪獣散歩
『ウルトラ怪獣散歩』（ウルトラかいじゅうさんぽ）は、2015年5月22日から2019年3月28日までフジテレビONEで放送されていたテレビ番組である。

## 概要
「新感覚お散歩バラエティ」と称し、等身大のウルトラ怪獣が全国各地の名所を訪ね歩く番組であり、タイトルロゴには「空想特撮散歩シリーズ」と銘打たれている。毎回、メフィラス星人がMCとして登場し、そのほかの怪獣や宇宙人から2体が怪獣ゲストとして登場する。
パイロット版として2014年8月2日に『ウルトラ怪獣散歩〜東京下町ぶらり作戦〜』が制作され、ロケ時にはハフィントンポスト（現：ハフポスト日本版）で取り上げられるなど、大きな話題となった。また、ロケを目撃した人たちによってSNSで拡散された結果、警視庁からは公式Twitterにて「職務質問したくなる」との発言もあったという。
メフィラス星人によるアバントークを経てオープニングが始まるが、これは昭和ウルトラシリーズのそれに倣った内容となっており、主題歌も原典（その回に出演する怪獣が登場したシリーズ）のものがそのまま用いられている。
番組内に登場する怪獣の声優にはお笑いコントユニットの東京03が起用され、メフィラス星人は角田晃広が、ゲストの2体は飯塚悟志と豊本明長が担当している。また、角田はエンディングテーマ「ウルトラ怪獣散歩のテーマ」も担当している。
レギュラー放送開始に先立ち、第1回と第2回を再編集してまとめた地上波特別版が2015年5月20日にフジテレビ（関東ローカル） で、同年7月6日に関西テレビ で、同年8月1日に富山テレビで、同年8月16日にテレビ西日本でそれぞれ放送された。

### 企画経緯
本番組はフジテレビONEでの『ウルトラマン』放送に際し、過去のコンテンツの放送だけでなく新しい価値の創造を目的に企画された。
登場するキャラクターは、ウルトラ怪獣の中でもしゃべることができる設定と見た目のインパクトを重視して選ばれている。パイロット版では『ウルトラマン』に登場した宇宙人のみであったが、レギュラー版ではその他の作品のキャラクターも登場する。
声を担当する東京03は、プロデューサーの門澤清太がCS局での東京03の単独ライブ放送も担当していたことから起用された。
神社仏閣では撮影許可が降りないことが多く、「ウルトラ怪獣散歩のテーマ」の歌詞でもネタにされている。ただし、途中からは撮影NGが番組の名物となっているので無理矢理に撮影NGにさせていることがある。
国宝である鳥取県三徳山投入堂では撮影許可は下りたが山道が険しく、着ぐるみで登るのは危険が伴うため、怪獣のソフトビニール人形にアテレコという形式を取り撮影した。

## 放送リスト
| 回           | 初放送月     | 通番         | タイトル                                          | ゲスト怪獣                                                                              | 備考               | オープンニングソング   | DVD                                       |
| パイロット版 | パイロット版 | パイロット版 | パイロット版                                      | パイロット版                                                                            | パイロット版       |                        |                                           |
| ------------ | ------------ | ------------ | ------------------------------------------------- | --------------------------------------------------------------------------------------- | ------------------ | ---------------------- | ----------------------------------------- |
| 第1回        | 2014年8月    | #0           | 東京下町ぶらり作戦                                | ザラブ星人 ダダ                                                                         | 60分枠             | ウルトラマン           | DVD第一弾                                 |
| 1stシーズン  |              |              |                                                   |                                                                                         |                    |                        |                                           |
| 第1回        | 2015年5月    | #1           | 狙われた鎌倉                                      | メトロン星人 ケムール人                                                                 |                    | ウルトラマン           | DVD第二弾 「鎌倉/江ノ島/京都 編」         |
| 第2回        | 6月          | #2           | 2015年の挑戦〜江ノ島〜                            | メトロン星人 ケムール人                                                                 |                    | ウルトラセブン         | DVD第二弾 「鎌倉/江ノ島/京都 編」         |
| 第3回        | 7月          | #3           | ウルトラ怪獣散歩西へ 京都・前編                   | ジャミラ ラゴン                                                                         |                    | ウルトラセブン         | DVD第二弾 「鎌倉/江ノ島/京都 編」         |
| 第4回        | 8月          | #4           | ウルトラ怪獣散歩西へ 京都・後編                   | ジャミラ ラゴン                                                                         |                    | ウルトラセブン         | DVD第二弾 「鎌倉/江ノ島/京都 編」         |
| 第5回        | 9月          | #5           | ウルトラ怪獣散歩西へ 大阪編                       | ジャミラ ラゴン                                                                         |                    | ウルトラセブン         | DVD第三弾 「大阪/お台場/尾道・宮島 編」   |
| 第6回        | 10月         | #6           | 湾岸警備命令                                      | メトロン星人 フック星人 ダダ                                                            | 特別出演：桜井浩子 | ウルトラマン           | DVD第三弾 「大阪/お台場/尾道・宮島 編」   |
| 第7回        | 11月         | #7           | 尾道頂きます!                                     | ヤメタランス ガッツ星人                                                                 |                    | 帰ってきたウルトラマン | DVD第三弾 「大阪/お台場/尾道・宮島 編」   |
| 第8回        | 12月         | #8           | 安芸の宮島頂きます!                               | ヤメタランス ガッツ星人                                                                 |                    | 帰ってきたウルトラマン | DVD第三弾 「大阪/お台場/尾道・宮島 編」   |
| 第9回        | 2016年1月    | #9           | 大爆竹五秒前                                      | イカルス星人 ピット星人                                                                 |                    | ウルトラセブン         | DVD第四弾 「横浜/新潟 編」                |
| 第10回       | 2月          | #10          | 盗まれたミナト・ミライ                            | イカルス星人 ピット星人                                                                 |                    | ウルトラセブン         | DVD第四弾 「横浜/新潟 編」                |
| 第11回       | 3月          | #11          | ウルトラ怪獣散歩餅つき大作戦!～新潟～             | モチロン ゼットン星人                                                                   |                    | ウルトラマン           | DVD第四弾 「横浜/新潟 編」                |
| 最終回       | 4月          | #12          | さらばウルトラ怪獣散歩～新潟～                    | モチロン ゼットン星人                                                                   |                    | ウルトラマン           | DVD第四弾 「横浜/新潟 編」                |
| 2ndシーズン  |              |              |                                                   |                                                                                         |                    |                        |                                           |
| 第1回        | 2016年5月    | #13          | 恐怖の伊豆スカイライン87                          | 巨大ヤプール ヒドラ                                                                     |                    | ウルトラマン           | DVD第五弾 「伊豆/須賀川・会津若松編」     |
| 第2回        | 6月          | #14          | 逆転！ズーイィ只今参上～伊豆～                    | 巨大ヤプール ヒドラ                                                                     |                    | ウルトラマンA          | DVD第五弾 「伊豆/須賀川・会津若松編」     |
| 第3回        | 7月          | #15          | ウルトラ怪獣散歩のおやじ～福島・須賀川～          | メシエ星雲人 M1号                                                                       |                    | ウルトラQ              | DVD第五弾 「伊豆/須賀川・会津若松編」     |
| 第4回        | 8月          | #16          | 会津総進撃                                        | メシエ星雲人 M1号                                                                       |                    | 帰ってきたウルトラマン | DVD第五弾 「伊豆/須賀川・会津若松編」     |
| 第5回        | 9月          | #17          | パンダを返して！～上野～                          | スチール星人 ナックル星人                                                               |                    | ウルトラマンA          | DVD第六弾 「上野・深川・月島/長崎編」     |
| 第6回        | 10月         | #18          | ウルトラ怪獣散歩月島に死す                        | スチール星人 ナックル星人                                                               |                    | 帰ってきたウルトラマン | DVD第六弾 「上野・深川・月島/長崎編」     |
| 第7回        | 11月         | #19          | 死刑！カステラ5兄弟～長崎～                       | エースキラー シャプレー星人                                                             |                    | ウルトラマンA          | DVD第六弾 「上野・深川・月島/長崎編」     |
| 第8回        | 12月         | #20          | 風力エネルギー源Xを倒せ～長崎～                   | エースキラー シャプレー星人                                                             |                    | ウルトラセブン         | DVD第六弾 「上野・深川・月島/長崎編」     |
| 第9回        | 2017年1月    | #21          | マックス号房総せよ                                | ゴドラ星人 オニオン                                                                     |                    | ウルトラセブン         | DVD第七弾 「千葉/巣鴨・蒲田 編」          |
| 第10回       | 2月          | #22          | 日本名作民話シリーズ！旨いぞ！桃太郎！～千葉～    | ゴドラ星人 オニオン                                                                     |                    | ウルトラマンレオ       | DVD第七弾 「千葉/巣鴨・蒲田 編」          |
| 第11回       | 3月          | #23          | 禁じられた赤パンツ                                | ゼットン ゴース星人                                                                     |                    | ウルトラマン           | DVD第七弾 「千葉/巣鴨・蒲田 編」          |
| 最終回       | 4月          | #24          | 史上最大の羽根つき餃子～蒲田～                    | ゼットン ゴース星人                                                                     |                    | ウルトラセブン         | DVD第七弾 「千葉/巣鴨・蒲田 編」          |
| 3rdシーズン  |              |              |                                                   |                                                                                         |                    |                        |                                           |
| 特別版       | 2017年5月    | SP1          | 3rdシーズン開幕SP ウルトラ怪獣散歩大百科          |                                                                                         | 60分枠             |                        |                                           |
| 第1回        | 5月          | #25          | プロジェクト・ブラーリ途中下車の旅 ～都電荒川線～ | バド星人 ババルウ星人                                                                   |                    | ウルトラセブン         | DVD第八弾 「都電荒川線沿線/福岡/佐賀 編」 |
| 第2回        | 6月          | #26          | 都電兄弟 荒川兄弟 勝利の時                        | バド星人 ババルウ星人                                                                   |                    | ウルトラマンレオ       | DVD第八弾 「都電荒川線沿線/福岡/佐賀 編」 |
| 第3回        | 7月          | #27          | ウルトラ怪獣散歩 博多へ                           | スノーゴン ペダン星人                                                                   |                    | ウルトラセブン         | DVD第八弾 「都電荒川線沿線/福岡/佐賀 編」 |
| 第4回        | 8月          | #28          | 夏の怪奇シリーズ まぼろしの佐賀女                 | スノーゴン ペダン星人                                                                   |                    | 帰ってきたウルトラマン | DVD第八弾 「都電荒川線沿線/福岡/佐賀 編」 |
| 第5回        | 9月          | #29          | 芋まみれ 男ひとり                                 | ケットル星人 ペロリンガ星人                                                             |                    | ウルトラマンレオ       | DVD第九弾 「川越・鉄博/ 那覇・北谷 編」   |
| 第6回        | 10月         | #30          | 鉄博が来た                                        | ケットル星人 ペロリンガ星人                                                             |                    | ウルトラセブン         | DVD第九弾 「川越・鉄博/ 那覇・北谷 編」   |
| 第7回        | 12月         | #31          | 琉球から来た兄弟 ～沖縄～                         | ノンマルト にせウルトラマン                                                             |                    | ウルトラマン           | DVD第九弾 「川越・鉄博/ 那覇・北谷 編」   |
| 第8回        | 12月         | #32          | ノンマルトのシーサー                              | ノンマルト にせウルトラマン                                                             |                    | ウルトラセブン         | DVD第九弾 「川越・鉄博/ 那覇・北谷 編」   |
| 第9回        | 2018年1月    | #33          | カネゴンのまいうー                                | カネゴン、ダダ にせウルトラマン（カメオ）                                               |                    | ウルトラQ              | DVD第十弾 「首里・美ら海/長岡・新潟市編」 |
| 第10回       | 2月          | #34          | 人間標本5・8（ゴーヤ）チャンプルー                | カネゴン、ダダ にせウルトラマン（カメオ）                                               |                    | ウルトラマン           | DVD第十弾 「首里・美ら海/長岡・新潟市編」 |
| 第11回       | 3月          | #35          | 酒造大作戦～新潟～                                | モチロン バルキー星人                                                                   |                    | ウルトラマンタロウ     | DVD第十弾 「首里・美ら海/長岡・新潟市編」 |
| 最終回       | 4月          | #36          | さらばメフィラスよ！ウルトラの怪獣散歩よ！        | モチロン バルキー星人                                                                   |                    | ウルトラマンタロウ     | DVD第十弾 「首里・美ら海/長岡・新潟市編」 |
| 4thシーズン  |              |              |                                                   |                                                                                         |                    |                        |                                           |
| 第1回        | 2018年5月    | #37          | 2018年の挑戦 ～箱根～                             | ケムール人 シャドー星人                                                                 |                    | ウルトラQ              | DVD第十一弾 「箱根/逗子・葉山/横須賀 編」 |
| 第2回        | 6月          | #38          | 明日の黒たまごを捜せ ～箱根～                     | ケムール人 シャドー星人                                                                 |                    | ウルトラセブン         | DVD第十一弾 「箱根/逗子・葉山/横須賀 編」 |
| 第3回        | 7月          | #39          | 逗子と葉山の間に…                                 | ジャミラ ゼラン星人                                                                     |                    | 帰ってきたウルトラマン | DVD第十一弾 「箱根/逗子・葉山/横須賀 編」 |
| 第4回        | 8月          | #40          | 故郷は横須賀                                      | ジャミラ ゼラン星人                                                                     |                    | ウルトラマン           | DVD第十一弾 「箱根/逗子・葉山/横須賀 編」 |
| 第5回        | 9月          | #41          | 皇帝の鳥取降臨                                    | メトロン星人 エンペラ星人                                                               |                    | ウルトラマン           | DVD第十二弾 （終） 「鳥取／札幌 編」      |
| 第6回        | 10月         | #42          | 狙われた温泉街〜鳥取〜                            | メトロン星人 エンペラ星人                                                               |                    | ウルトラセブン         | DVD第十二弾 （終） 「鳥取／札幌 編」      |
| 第7回        | 11月         | #43          | さらばウルトラ怪獣散歩～北海道・前編～            | バルタン星人 ゼットン                                                                   |                    | ウルトラマン           | DVD第十二弾 （終） 「鳥取／札幌 編」      |
| 第8回        | 12月         | #44          | さらばウルトラ怪獣散歩～北海道・後編～            | バルタン星人 ゼットン ゴモラ レッドキング エレキング ウインダム キングジョー クール星人 | 番組最終回         | ウルトラマン           | DVD第十二弾 （終） 「鳥取／札幌 編」      |
| クロニクル   |              |              |                                                   |                                                                                         |                    |                        |                                           |
| 第1回        | 2019年1月    | #45          | クロニクル2014-2016                               |                                                                                         | #0 - #24総集編     |                        |                                           |
| 第2回        | 2月          | #46          | クロニクル2017-2018                               |                                                                                         | #25 - #44総集編    |                        |                                           |
| 第3回        | 3月          | #47          | クロニクルOA未公開SP                              |                                                                                         |                    |                        |                                           |

## スタッフ
- 監督：増田真也
- チーフプロデューサー：門澤清太
- プロデューサー：足木淳一郎、古賀隆介、平山聡
- 助監督：徳光恵太、栗林唯文、渡辺拓真
- ロケ制作：坂井元徳、渡邊裕美、本田東子、中里美紀、森洋介
- 制作進行：岩松千尋
- 企画：米村宏、手塚久
- 企画監修：渋谷浩康、窪田正利
- 監修：小澤洋介
- 脚本監修：酒井健作
- 脚本：戸田倫彰、塚本翔太
- 撮影：平見進、二宮塁、髙田鐘太、植田和彦
- 音効：若林雄二
- 音声：大塚祐治
- 録音：阿部直子、松岡洋一、飯野和義
- 小道具：内藤佳奈子
- アクション：力丸佳大
- スーツアクター：外島孝一、矢崎大貴、新井宏幸、稲庭渉、福島弘之、根本史彦
- 編集：村岡剛、北野修央
- ナレーション：宮田浩徳
- 技術協力：ROGUE、オムニバスジャパン
- 制作協力：フジテレビジョン、NEXTEP
- 製作著作：円谷プロダクション、コンテンツリーグ

## 映像ソフト
2014年10月22日よりアニプレックスからDVDが発売されている。
| 巻名                      | 発売日          | 収録エピソード            | 品番       |
| ------------------------- | --------------- | ------------------------- | ---------- |
| 東京下町ぶらり作戦        | 2014年 10月22日 | パイロット版              | ANSB-55177 |
| 鎌倉/江の島/京都 編       | 2015年 9月9日   | 1stシーズン第1回 - 第4回  | ANSB-55198 |
| 大阪/お台場/尾道・宮島 編 | 2016年 1月13日  | 第5回 - 第8回             | ANSB-55210 |
| 横浜/新潟 編              | 5月18日         | 第9回 - 1stシーズン最終回 | ANSB-55214 |